# ながれ者
ながれ者（ながれもの、The King and Four Queens）は、1956年に公開されたデラックス・カラーのアメリカ合衆国の西部劇映画/コメディ映画/ミステリー映画。
出演クラーク・ゲーブル 、エリノア・パーカー。撮影シネマスコープ。監督ラオール・ウォルシュ。脚本マーガレット・フィッツ、リチャード・アラン・シモンズ。
この映画はクラーク・ゲーブル自身の製作会社であるGABCOで制作された最初で最後の作品でした。

## キャスト
| 役名               | 俳優                     | 日本語吹替                           |
| 役名               | 俳優                     | TBS版                                |
| ------------------ | ------------------------ | ------------------------------------ |
| ダン・キーホー     | クラーク・ゲーブル       | 納谷悟朗                             |
| マクデイドばあさん | ジョー・ヴァン・フリート | 麻生美代子                           |
| サバイナ           | エレノア・パーカー       | 藤波京子                             |
| バーディ           | バーバラ・ニコルズ       | 沢田和子                             |
| ルビー             | ジーン・ウィリス         | 大山のぶ代                           |
| オラリー           | サラ・シェイン           | 鈴木弘子                             |
| 保安官             | ロイ・ロバーツ           | 大木民夫                             |
| 不明 その他        |                          | 宮内幸平 飯塚昭三                    |
|                    |                          |                                      |
| 演出               | 演出                     | 斎藤敏夫                             |
| 翻訳               | 翻訳                     | 森みさ                               |
| 効果               |                          |                                      |
| 調整               |                          |                                      |
| 制作               | 制作                     | 東北新社                             |
| 解説               |                          |                                      |
| 初回放送           | 初回放送                 | 1973年4月22日 『劇映画』 20:00-21:25 |